# St Antony’s College w Oksfordzie
St Antony’s College (Kolegium św. Antoniego) – jedno z kolegiów wchodzących w skład University of Oxford, założone w 1950 w oparciu o darowiznę Antonina Besse’a, działającego w Adenie kupca o francuskich korzeniach. 
W Kolegium studiować mogą wyłącznie magistranci i doktoranci, nie przyjmuje ono słuchaczy studiów licencjackich. Według stanu na rok 2012 liczy ok. 400 studentów. Preferowane obszary badań to historia nowożytna, filozofia, ekonomia, politologia i stosunki międzynarodowe. Od 2007 stanowisko dziekana Kolegium zajmuje kanadyjska historyczka Margaret MacMillan.
W St Antony’s College od 2013 ruszył kierunek o nazwie Studia o Współczesnej Polsce. W 2013 powstały są studia doktoranckie w tym zakresie.

## Znani absolwenci
- Giulio Angioni – włoski pisarz i antropolog
- Anne Applebaum – pisarka i dziennikarka, żona Radosława Sikorskiego
- Szelomo Ben Ammi - izraelski polityk, dyplomata i historyk
- Thomas Friedman – dziennikarz
- Paul Kennedy – historyk
- Zdzisław Najder – historyk i działacz polityczny
- John Redwood – polityk
- Olli Rehn – polityk, członek Komisji Europejskiej
- Álvaro Uribe – polityk, były prezydent Kolumbii
- Theodore Zeldin – historyk, socjolog i pisarz